# العلاقات البولندية الفيجية
العلاقات البولندية الفيجية هي العلاقات الثنائية التي تجمع بين بولندا وفيجي.

## مقارنة بين البلدين
هذه مقارنة عامة ومرجعية للدولتين:
| وجه المقارنة                                              | بولندا                                                                             | فيجي                                                                 |
| --------------------------------------------------------- | ---------------------------------------------------------------------------------- | -------------------------------------------------------------------- |
| المساحة (كم2)                                             | 312.68 ألف                                                                         | 18.27 ألف                                                            |
| عدد السكان (نسمة)                                         | 38.43 مليون                                                                        | 915.30 ألف                                                           |
| الكثافة السكانية (ن./كم²)                                 | 122.91                                                                             | 50.1                                                                 |
| العاصمة                                                   | وارسو                                                                              | سوفا                                                                 |
| اللغة الرسمية                                             | اللغة البولندية                                                                    | لغة إنجليزية، اللغة الفيجية، اللغة الفيجي الهندية، اللغة الهندستانية |
| العملة                                                    | زلوتي بولندي                                                                       | دولار فيجي                                                           |
| الناتج المحلي الإجمالي (بليون دولار)                      | 524.51 مليار                                                                       | 5.06 مليار                                                           |
| الناتج المحلي الإجمالي (تعادل القوة الشرائية) بليون دولار | 1.02 تريليون                                                                       | 8.32 مليار                                                           |
| الناتج المحلي الإجمالي الاسمي للفرد دولار أمريكي          | 12.55 ألف                                                                          | 4.96 ألف                                                             |
| الناتج المحلي الإجمالي للفرد دولار أمريكي                 | 26.14 ألف                                                                          | 8.79 ألف                                                             |
| مؤشر التنمية البشرية                                      | 0.843                                                                              | 0.727                                                                |
| رمز المكالمات الدولي                                      | +48                                                                                | +679                                                                 |
| رمز الإنترنت                                              | .pl                                                                                | .fj                                                                  |
| المنطقة الزمنية                                           | توقيت وسط أوروبا، ت ع م+01:00، ت ع م+02:00، أوروبا/وارسو ‏، توقيت وسط أوروبا الصيفي | ت ع م+12:00                                                          |

## منظمات دولية مشتركة
يشترك البلدان في عضوية مجموعة من المنظمات الدولية، منها:
| علم المنظمة | اسم المنظمة                        | تاريخ انضمام بولندا | تاريخ انضمام فيجي |
| ----------- | ---------------------------------- | ------------------- | ----------------- |
|             | المنظمة الهيدروغرافية الدولية      | ?                   | ?                 |
|             | الاتحاد البريدي العالمي            | 1 مايو 1919         | ?                 |
|             | يونسكو                             | 6 نوفمبر 1946       | 14 يوليو 1983     |
|             | البنك الدولي للإنشاء والتعمير      | 27 يونيو 1986       | 28 مايو 1971      |
|             | منظمة التجارة العالمية             | 1 يوليو 1995        | ?                 |
|             | وكالة ضمان الاستثمار متعدد الأطراف | 29 يونيو 1990       | 24 سبتمبر 1990    |
|             | الاتحاد الدولي للاتصالات           | 1921                | 5 مايو 1971       |
|             | منظمة الشرطة الجنائية الدولية      | ?                   | ?                 |
|             | مؤسسة التمويل الدولية              | 29 ديسمبر 1987      | 12 يوليو 1979     |
|             | الأمم المتحدة                      | 24 أكتوبر 1945      | 13 أكتوبر 1970    |
|             | مؤسسة التنمية الدولية              | 28 أكتوبر 1960      | 29 سبتمبر 1972    |
|             | منظمة حظر الأسلحة الكيميائية       | ?                   | ?                 |

## وصلات خارجية
- موقع وزارة الخارجية البولندية
- موقع وزارة الخارجية الفيجية